# Wist kombajn
Kombajn ("combine", "Slawinski leads") to system wistowy opracowany przez polskiego teoretyka brydża Łukasza Sławińskiego.
Podstawowym założeniem kombajnu jest szybkie i łatwe rozróżnienie czy wist jest agresywny (z krótkości lub spod honoru) czy pasywny (z samych blotek), a także pokazanie ilościówki, ale wyłącznie blotek.
W tradycyjnych systemach wistowych sygnał ilościowy pokazuje liczbę wszystkich kart w danym kolorze, na przykład grając ilościówką odwrotną i trzymając K765 należy pokazać parzystą liczbę kart grając w kolejności piątkę i szóstkę. Grając "kombajnem" pokazuje się wyłącznie liczbę blotek w kolorze, a więc w tym przypadku prawidłowym sygnałem jest zagranie kart w kolejności sześć-pięć, co pokazuje nieparzystą liczbę blotek.
- Wisty z blotek – pierwsza karta zaznaczona jest na czerwono, druga na zielono:
  - z dubletona – niższa-wyższa - xx
  - z trzech kart – najwyższa-druga od góry - xxx
  - z czterech kart – najwyższa-najniższa - xxxx
  - z pięciu kart – najwyższa-druga od góry - xxxxx
  - z sześciu kart – najwyższa-najniższa - xxxxxx

W przypadku kiedy wist najwyższą kartą może spowodować ewentualną utratę lewy dopuszczalny jest wist drugą kartą od góry.
- Wisty spod honorów

Z parzystej ilości blotek wistujemy najniższą, z nieparzystej – drugą od dołu, nieistotna jest liczba honorów w kolorze.
- - H(H)xx
  - H(H)xxx
  - H(H)xxxx
  - H(H)xxxxx
- Wisty z sekwensów honorowych

Ogólne zasady brzmią:
- Z normalnych sekwensów (AK(Q), KQ(J)) wistujemy najwyższym honorem
  - Z niepełnych sekwensów (AKJ, KQ10) wistujemy środkowym honorem
  - Z wewnętrznych sekwensów (AQJ, KJ10 wistujemy najniższym honorem